# Мюллер, Керстин
Керстин Мюллер (нем. Kerstin Müller; род. 7 июня 1969, Галле) — немецкая гребчиха, выступавшая за сборные ГДР и объединённой Германии по академической гребле в конце 1980-х — начале 1990-х годов. Чемпионка летних Олимпийских игр в Барселоне, серебряная призёрка чемпионата мира, победительница многих регат национального и международного значения.

## Биография
Керстин Мюллер родилась 7 июня 1969 года в городе Галле, ГДР. Проходила подготовку в Лейпциге в гребном клубе при Немецком институте физической культуры (DHfK).
Дебютировала на международной арене в сезоне 1987 года, когда вошла в состав восточногерманской национальной сборной и выступила на юниорском мировом первенстве в Кёльне, где одержала победу в программе женских парных четвёрок.
Начиная с 1991 года представляла сборную объединённой Германии, в частности заняла второе место в зачёте немецкого национального первенства и отметилась победой в одиночках на регате Match des Seniors в Италии.
Наибольшего успеха в своей спортивной карьере добилась в сезоне 1992 года, когда стала чемпионкой Германии в парных четвёрках и благодаря череде удачных выступлений удостоилась права защищать честь страны на летних Олимпийских играх 1992 года в Барселоне. В составе четырёхместного экипажа, куда также вошли гребчихи Биргит Петер, Сибилла Шмидт и Кристина Мундт, заняла здесь первое место и тем самым завоевала золотую олимпийскую медаль.
После барселонской Олимпиады Мюллер ещё в течение некоторого времени оставалась в основном составе немецкой национальной сборной и продолжала принимать участие в крупнейших международных регатах. Так, в 1993 году в своей дисциплине она вновь была лучшей на чемпионате Германии и побывала на чемпионате мира в Рачице, откуда привезла награду серебряного достоинства, выигранную в парных четвёрках — в решающем финальном заезде уступила только команде из Китая.